# Hydrocotyle boliviana
Hydrocotyle boliviana är en växtart i släktet Hydrocotyle och familjen araliaväxter.
Arten förekommer i Bolivia. Den beskrevs först som Hydrocotyle acuminata var. boliviana av Carl Ernst Otto Kuntze 1898, och fick sitt nu gällande namn av Mildred Esther Mathias 1936.